# Kel Ahaggar
Kel Ahaggar (en tifinag:La gente de Ahaggar) fue una confederación tuareg en las montañas de Ahaggar, en Argelia. Se cree que la confederación fue fundada por la legendaria tuareg del siglo IV Tin Hinan, aunque su origen «oficial» se basa alrededor de 1750. Fue declarada oficialmente extinta por el gobierno de Argelia en 1977.
El lenguaje de la confederación es el tahaggart, un dialecto del lenguaje tamahaq.

## Tribus
La confederación Kel Ahaggar estuvo compuesta de muchas tribus, entre las que destacan:
- Kel Rela, la tribu dominante.
- Aït Loaien.
- Dag Rali (también llamada Dag Ghâli).
- Iregenaten.
- Kel Silet.
- Taituq.
- Tégéhé Millet.

## Dirigentes

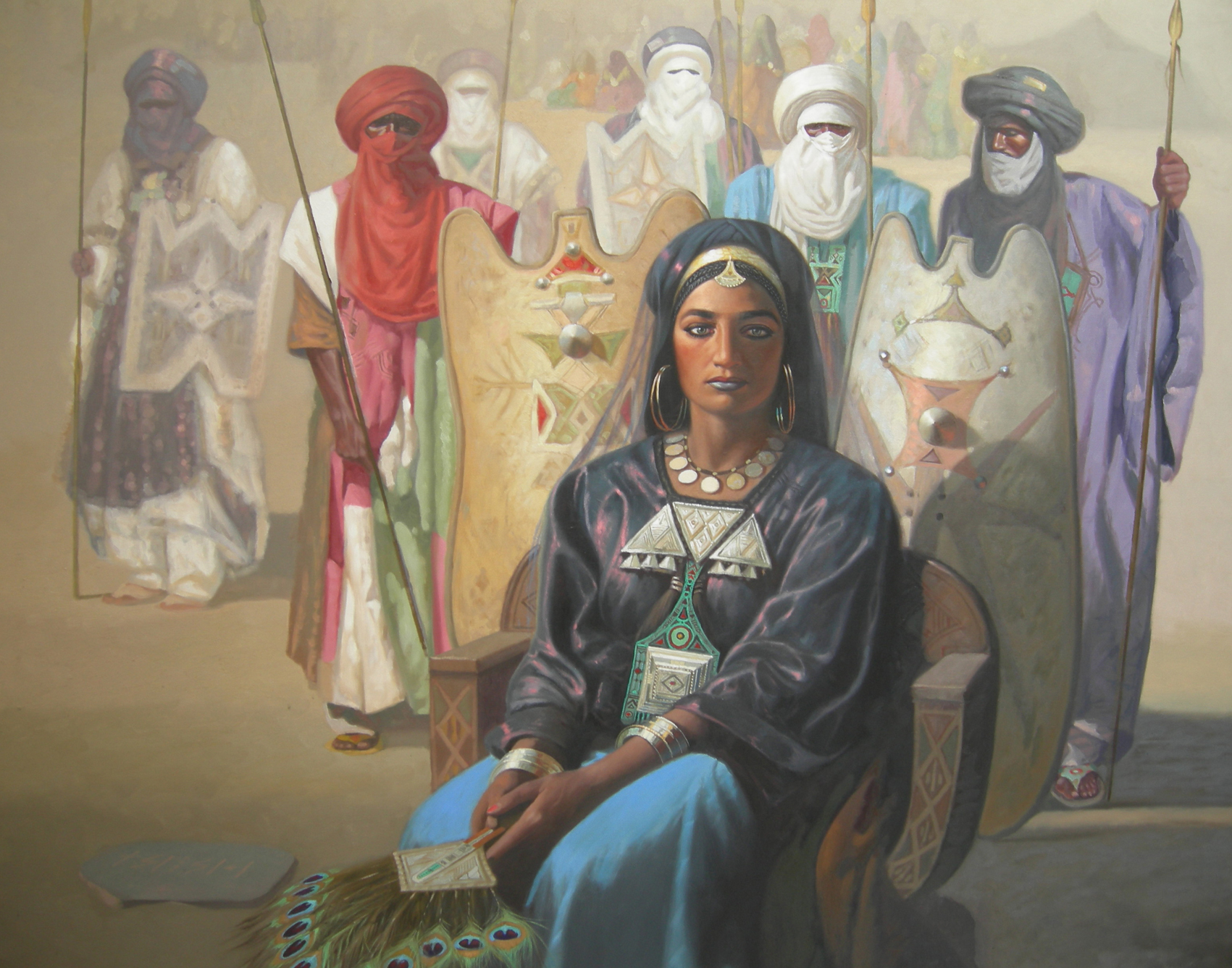
Tin Hinan, legendaria fundadora de Kel Ahaggar.

Los dirigentes de Kel Ahaggar eran los llamados amenokal.
| Duración           | Titular                                    |
| ------------------ | ------------------------------------------ |
| c. 1750            | Tin Hinan (establecimiento de Kal Ahaggar) |
| 17??-17??          | Salah                                      |
| 17??-17??          | Muhammad al-Khir ag Salah                  |
| 17??-17??          | Sidi ag Muhammad al-Khir                   |
| 17??-1790          | Yunus ag Sidi                              |
| 1790-1830          | Ag Mama ag Sidi                            |
| 1830-1877          | Al-Hajj Ahmad                              |
| 1877-1900          | Aytarel ag Muhammad Biskra                 |
| 1900-1903          | Attici ag Amellal                          |
| Suzeranía francesa |                                            |
| 1903-1905          | Attici ag Amellal                          |
| 1905-1920          | Musa ag Amastan                            |
| 1920-1941          | Akhemuk ag Ihemma                          |
| 1941-1950          | Meslar ag Amayas                           |
| 1950-1977          | Bayy ag Akhemuk                            |
| 1977               | Confederación finalizada                   |